# Deoptilia syrista
Deoptilia syrista là một loài bướm đêm thuộc họ Gracillariidae. Nó được tìm thấy ở Ấn Độ (Karnataka, Maharashtra), Malaysia và Đài Loan.
Ấu trùng ăn Mallotus philippinensis. Chúng ăn lá nơi chúng làm tổ.